# Аллакакет (Аляска)
Аллакакет (англ. Allakaket, коюкон:Aalaa Kkaakk'et) — місто (англ. city) в центральній частині Аляски (США). Населення — 177 осіб (2020).

## Географія
Місто розташоване на південному березі річки Коюкук, на північний захід від місця впадання в неї річки Алатна, приблизно за 130 км на північний захід від Фербанкса і за 92 км вище по річці від міста Хьюс. Площа міста становить 11,2 км², з яких 9,3 км — суша і 1,9 км (17,05 %) — вода.
Аллакакет розташований за координатами 66°33′52″ пн. ш. 152°38′59″ зх. д. / 66.56444° пн. ш. 152.64972° зх. д. (66.564544, -152.649807). За даними Бюро перепису населення США в 2010 році місто мало площу 11,74 км², з яких 7,80 км² — суходіл та 3,94 км² — водойми. В 2017 році площа становила 44,12 км², з яких 38,11 км² — суходіл та 6,00 км² — водойми.

### Клімат
| Клімат : Аллакакет      | Клімат : Аллакакет | Клімат : Аллакакет | Клімат : Аллакакет | Клімат : Аллакакет | Клімат : Аллакакет | Клімат : Аллакакет | Клімат : Аллакакет | Клімат : Аллакакет | Клімат : Аллакакет | Клімат : Аллакакет | Клімат : Аллакакет | Клімат : Аллакакет | Клімат : Аллакакет |
| Показник                | Січ.               | Лют.               | Бер.               | Квіт.              | Трав.              | Черв.              | Лип.               | Серп.              | Вер.               | Жовт.              | Лист.              | Груд.              | Рік                |
| Абсолютний максимум, °C | 2,2                | 1,7                | 6,1                | 15,0               | 28,3               | 32,2               | 34,4               | 31,1               | 24,4               | 12,8               | 5,0                | 3,3                | 34,4               |
| Середній максимум, °C   | −23,5              | −18,9              | −10,1              | 0,9                | 12,7               | 20,0               | 21,5               | 18,3               | 10,3               | −2,8               | −15,4              | −19,9              | −0,6               |
| Середній мінімум, °C    | −34,6              | −34,7              | −29,7              | −15,5              | −1,1               | 5,7                | 7,2                | 4,1                | −2,4               | −12,8              | −27,3              | −34,2              | −14,6              |
| Абсолютний мінімум, °C  | −59,4              | −56,7              | −52,8              | −41,1              | −22,2              | −8,3               | −6,1               | −8,3               | −20                | −40                | −50,6              | −56,1              | −59,4              |
| Норма опадів, мм        | 23                 | 15                 | 11                 | 8                  | 13                 | 33                 | 46                 | 54                 | 35                 | 30                 | 28                 | 19                 | 315                |
| Днів з опадами          | 6                  | 5                  | 4                  | 4                  | 6                  | 9                  | 10                 | 13                 | 10                 | 9                  | 7                  | 7                  | 90,0               |
| ----------------------- | ------------------ | ------------------ | ------------------ | ------------------ | ------------------ | ------------------ | ------------------ | ------------------ | ------------------ | ------------------ | ------------------ | ------------------ | ------------------ |
| Джерело:                |                    |                    |                    |                    |                    |                    |                    |                    |                    |                    |                    |                    |                    |

## Демографія
Згідно з переписом 2010 року, у місті мешкало 105 осіб у 44 домогосподарствах у складі 25 родин. Густота населення становила 9 осіб/км². Було 58 помешкань (5/км²).
Расовий склад населення:
| - 95,2 % — корінних американців - 1,0 % — білих |

До двох чи більше рас належало 3,8 %. Частка іспаномовних становила 0,0 % від усіх жителів.
За віковим діапазоном населення розподілялося таким чином: 28,6 % — особи молодші 18 років, 63,8 % — особи у віці 18—64 років, 7,6 % — особи у віці 65 років та старші. Медіана віку мешканця становила 27,6 року. На 100 осіб жіночої статі у місті припадало 169,2 чоловіків; на 100 жінок у віці від 18 років та старших — 167,9 чоловіків також старших 18 років.
Середній дохід на одне домашнє господарство становив 33 850 доларів США (медіана — 26 500), а середній дохід на одну сім'ю — 34 279 доларів (медіана — 32 500). За межею бідності перебувало 9,1 % осіб, у тому числі 0,0 % дітей у віці до 18 років та 0,0 % осіб у віці 65 років та старших.
Цивільне працевлаштоване населення становило 34 особи. Основні галузі зайнятості: публічна адміністрація — 29,4 %, освіта, охорона здоров'я та соціальна допомога — 29,4 %, мистецтво, розваги та відпочинок — 20,6 %.

### Перепис 2000
За даними перепису 2000 року населення міста становило 97 осіб. Расовий склад: корінні американці — 95,88 % %; білі — 4,12 %. Частка осіб у віці молодше 18 років — 23,7 %; осіб від 18 до 24 років — 19,6 %; від 25 до 44 років — 22,7 %; від 45 до 64 років — 25,8 % і від 65 років — 8,2 %. Середній вік населення — 32 роки. На кожні 100 жінок припадає 142,5 чоловіків; на кожні 100 жінок у віці старше 18 років — 155,2 чоловіків.
З 41 домашніх господарств в 26,8 % — виховували дітей у віці до 18 років, 31,7 % представляли собою подружні пари, які спільно проживають, у 7,3 % сімей жінки проживали без чоловіків, 53,7 % не мали родини. 53,7 % від загального числа сімей на момент перепису жили самостійно, при цьому 2,4 % склали самотні літні люди у віці 65 років та старше. В середньому домашнє господарство ведуть 2,37 осіб, а середній розмір родини — 3,68 людей.
Середній дохід на спільне господарство — $16 563; середній дохід на сім'ю — $33 125. Середній дохід на душу населення — $10 912. Близько 11,8 % сімей та 12,9 % жителів живуть за межею бідності, включаючи 12,5 % осіб молодше 18 років і 0 % осіб старших за 65 років.

## Транспорт
Місто обслуговується аеропортом Аллакакет. Аллакакет не має зв'язку з автодорожньою мережею, проте в холодну пору року по зимникам можна дістатися до таких міст, як Хьюс, Беттлс та Танана. Річкові перевезення відіграють важливу роль влітку, проте доступ великих барж неможливий через мілководдя.